# Clemar Bucci
Pour les articles homonymes, voir Bucci.
Clemar Bucci, né le 4 septembre 1920 à Zenón Pereyra (es), Argentine et mort le 12 janvier 2011 à Buenos Aires, est un pilote automobile qui a participé à cinq Grands Prix de championnat du monde de Formule 1 en 1954 et 1955, sans inscrire de point. Il a également pris le départ de douze épreuves de Formule 1 hors-championnat du monde entre 1948 et 1955.
Il est le fils du pilote Domingo Bucci (1894-1933), qui participa notamment cinq fois aux 500 Millas Argentinas de Rafaela de 1926 à 1930, avec une victoire en 1929 (deuxième en 1927 et 1928), et qui termina deuxième du Premio Otonó en 1927, toujours sur Hudson. Son frère Rholand a également fait de la course automobile.

## Biographie
Clemar Bucci est surtout connu dans son pays natal, l'Argentine, pour avoir, au volant d'une Alfa Romeo, décroché la troisième place de la Copa Eva Peron en 1950. Il va longtemps conduire exclusivement son Alfa et également piloter une Cisitalia.
Il fait ses débuts en championnat du monde de Formule 1 lors du Grand Prix de Grande-Bretagne en 1954 où il court au sein de l'Équipe Gordini. Treizième sur la ligne de départ, il abandonne sur accident. Il dispute trois autres épreuves du championnat du monde et abandonne à chaque fois malgré des qualifications honorables (perte d'une roue en Allemagne, casse de la pompe à essence en Suisse et casse de transmission en Italie).
En 1955, il rejoint l'écurie officielle Officine Alfieri Maserati pour disputer son Grand Prix national, où il abandonne une nouvelle fois. La même année, avec Umberto Maglioli, il prend le départ des 1 000 km de Buenos Aires au volant d'une Ferrari mais est disqualifié pour avoir reçu une assistance extérieure.

## Résultats en championnat du monde de Formule 1
| Saison | Écurie                    | Châssis       | Moteur              | Pneus     | GP disputés | Points inscrits | Classement |
| ------ | ------------------------- | ------------- | ------------------- | --------- | ----------- | --------------- | ---------- |
| 1954   | Équipe Gordini            | Gordini T16   | Gordini 6 en ligne  | Englebert | 4           | 0               | n.c.       |
| 1955   | Officine Alfieri Maserati | Maserati 250F | Maserati 6 en ligne | Pirelli   | 1           | 0               | n.c.       |